# Nesticella utuensis
Espèce
Synonymes
- Nesticus utuensis Bourne, 1980

Nesticella utuensis est une espèce d'araignées aranéomorphes de la famille des Nesticidae.

## Distribution
Cette espèce est endémique de Nouvelle-Irlande en Papouasie-Nouvelle-Guinée. Elle se rencontre dans une grotte vers Kavieng.

## Description
La carapace de la femelle holotype mesure 1,12 mm de long sur 0,88 mm et l'abdomen 1,28 mm de long sur 1,12 mm.

## Étymologie
Son nom d'espèce, composé de utu et du suffixe latin -ensis, « qui vit dans, qui habite », lui a été donné en référence au lieu de sa découverte, Utu.

## Publication originale
- Bourne, 1980 : Two new cavernicolous nesticid spiders (Araneae) from New Ireland. Revue Suisse de Zoologie vol. 87, no 2, p. 573-578 (texte intégral).